# Fimbristylis straminea
Fimbristylis straminea là loài thực vật có hoa trong họ Cói. Loài này được Turrill mô tả khoa học đầu tiên năm 1911.